# Chaerilus celebensis
Espèce
Chaerilus celebensis est une espèce de scorpions de la famille des Chaerilidae.

## Distribution
Cette espèce est endémique de Sulawesi en Indonésie.

## Description
L'holotype mesure 19 mm.
Chaerilus celebensis mesure de 22,0 à 26,0 mm.

## Systématique et taxinomie
Chaerilus philippinus, Chaerilus spinatus et Chaerilus thai ont été placées en synonymie avec Chaerilus celebensis par Kovařík en 2013. Cette synonymie a été refusée par Lourenço et Pham en 2014.

## Étymologie
Son nom d'espèce, composé de celeb[es] et du suffixe latin -ensis, « qui vit dans, qui habite », lui a été donné en référence au lieu de sa découverte, Célèbes.

## Publication originale
- Pocock, 1894 : Scorpions from the Malay Archipelago. Zoologisclte Ergebnisse einer Reise in Niederliindisch Ost-Indien, vol. 3, no 2, p. 84-99 (texte intégral).